# Giro con te
Giro con te è un singolo del cantautore italiano Calcutta, pubblicato l'11 gennaio 2024 come secondo estratto dal quarto album in studio Relax.

## Tracce
Testi e musiche di Edoardo D'Erme.
1. Giro con te – 3:23

## Classifiche
| Classifica (2023) | Posizione massima |
| ----------------- | ----------------- |
| Italia            | 13                |